# Ume (fiume)
Ume (in svedese Ume älv o Umeälven) è un fiume della Svezia settentrionale che attraversa la contea di Västerbotten.